# Vedran Ćorluka
Vedran Ćorluka (Derventa, 5. veljače 1986.), bivši hrvatski nogometaš i nogometni reprezentativac koji je trenutačno pomoćnik Zlatka Dalića  u hrvatskoj nogometnoj reprezentaciji 

## Klupska karijera

### Dinamo Zagreb
Nogomet je počeo igrati kad mu je bilo osam godina u omladinskoj školi zagrebačkog Dinama. Tamo je igrao u svim uzrasnim kategorijama, da bi s vremenom postao stožernim igračem seniorske momčadi. Sezone 2004./05. iz Dinama je poslan na posudbu u zaprešićki Inter s kojim je postao doprvak Hrvatske, te dobio poziv u hrvatsku U-21 reprezentaciju. Visok je 192cm, i igra glavom mu je jedan od aduta. Također ga krasi velika sigurnost koju je pokazao u susretima s Arsenalom i Engleskom reprezentacijom. Jedno vrijeme ga je trener Branko Ivanković htio koristiti kao centarfora, ali je ta ideja propala.

### Manchester City
Nakon susreta s Engleskom pojavila se priča o velikom zanimanju talijanskog Milana koji je spreman platiti i do 10 milijuna eura za talentiranog braniča. Kasnije je i trener slavnog talijanskog kluba Ćorluku usporedio s reprezentativnim stoperom Tudorom. Par puta ga je pratio engleski Tottenham, koji je javno obznanio zanimanje za Ćorluku. 1. kolovoza 2007. izvršni dopredsjednik Dinama Zdravko Mamić potvrdio je da je Vedran novi član Manchester Cityja. 
Konačan iznos transfera je, navodno, iznosio oko 8 milijuna funti.

### Tottenham Hotspur
U Cityju je već nakon druge utakmice bio u momčadi kola i postao nezamjenjiv na desnom boku. Do kraja sezone igra standarno dobro, zaradivši veliku naklonost navijača. Ipak, posljednjeg dana ljetnog prijelaznog roka 2008. za svotu za koju ga je i doveo, Manchester prodaje londonskom Tottenhamu. 

### Bayer Leverkusen
U siječnju 2012. Ćorluka odlazi na šestomjesečnu posudbu u Bayer Leverkusen.

### Lokomotiv Moskva
U lipnju 2012. godine odlazi u moskovski klub Lokomotiv s kojim je potpisao trogodišnji ugovor. Ljeta 2018. isticao mu je obnovljeni ugovor.
S Lokomotivom je 16. kolovoza 2016. produžio ugovor do 2020. godine. Za Ćorluku su bili zainteresirani Valencia i Fiorentina. Bio je vrlo blizu prelasku u Bayern, ali je to propalo u zadnji trenutak. Izgledi za prelazak u Fiorentinu bili su također veliki. Talijanski mediji prenijeli su da je Ćorluka od direktora Fiorentine Pantalea Corvina zatražio godišnju plaću od pet milijuna eura, čemu Fiorentina nije mogla udovoljiti. Tako se nije dogodilo da Fiorentina postane najjači hrvatski klub: uz neostvareni transfer Ćorluke, s Fiorentinom su ugovore već imali Nikola Kalinić, Milan Badelj i Hrvoje Milić.

## Reprezentativna karijera
Igrao je u dobnim kategorijama od U-16 do U-21. U mladoj je reprezentaciji igrao kratko, no zato što mu je izbornik Slaven Bilić, koji ga je pozvao u U-21 ekipu, ukazao povjerenje i u "A" selekciji gdje je Ćorluka blistao kao desni branič u svojim prvim susretima, s Andorom (7:0) i Engleskom (2:0). Hrvatski nogometni izbornik objavio je u svibnju 2016. popis za nastup na Europskom prvenstvu u Francuskoj, na kojem se nalazi Ćorluka.
Nakon najvećeg uspjeha hrvatske nogometne reprezentacije na svjetskom prvenstvu 2018. u Rusiji i osvajanju srebra, 10. kolovoza 2018., u 32. godini života, Vedran se oprostio od igranja za Hrvatsku.

## Osobni život
Dana 21. srpnja 2018. godine oženio se hrvatskom pjevačicom Frankom Batelić.
Ćorluka i Batelić 5. siječnja 2020. dobili su sina zvanog Viktor. Dana 5. studenoga 2022., dobili su i kćerku zvanu Greta.

## Priznanja

### Individualna
- 2016.: Nagrada "Vatrena krila" udruge navijača Uvijek vjerni za najsrčanijeg reprezentativca u 2016.[10]
- 2018.: Odlukom Predsjednice Republike Hrvatske Kolinde Grabar-Kitarović odlikovan je Redom kneza Branimira s ogrlicom, za izniman, povijesni uspjeh hrvatske nogometne reprezentacije, osvjedočenu srčanost i požrtvovnost kojima su dokazali svoje najveće profesionalne i osobne kvalitete, vrativši vjeru u uspjeh, optimizam i pobjednički duh, ispunivši ponosom sve hrvatske navijače diljem svijeta ujedinjene u radosti pobjeda, te za iskazano zajedništvo i domoljubni ponos u promociji sporta i međunarodnog ugleda Republike Hrvatske, te osvajanju 2. mjesta na 21. Svjetskom nogometnom prvenstvu u Ruskoj Federaciji.[11]
- 2024. Odlukom predsjednik Republike Hrvatske Zorana Milanovića odlikovan je Poveljom Republike Hrvatske: "Za izniman uspjeh hrvatske nogometne reprezentacije, doprinos sportu i međunarodnom ugledu Republike Hrvatske te osvajanju 3. mjesta na 22. Svjetskom nogometnom prvenstvu u Državi Katru" [12]

### Klupska
Dinamo Zagreb
- Prvak Hrvatske (2) : 2005./06., 2006./07.
- Hrvatski nogometni kup (1) : 2007.
- Hrvatski nogometni superkup (1) : 2006.

Lokomotiv Moskva
- Ruska Premijer liga (1) : 2017./18.
- Ruski kup (2) : 2014./15., 2016./17.

### Reprezentativna
- Svjetsko prvenstvo: 2018. (2. mjesto)[13]

## Vanjske poveznice
- Nogometni-magazin: statistika